# Oculi sunt in amore duces
Oculi sunt in amore duces (letteralmente: "gli occhi sono le guide in amore") è una frase latina usata per indicare che lo sguardo rappresenta la più importante manifestazione della personalità e delle emozioni da parte chi ama. Troviamo questa locuzione in Properzio (Elegie, II, 15, 12).